# 道尔本厄鲁特森木古城遗址
道尔本厄鲁特森木古城遗址，也称杜尔本厄鲁特森木古城、和布克赛尔密特克古城，位于中华人民共和国新疆维吾尔自治区塔城地区和布克赛尔蒙古自治县。道尔本厄鲁特森木为蒙古语，意为“四卫拉特之庙”。古城于1640年代修建，建成时可能作为准噶尔部的政治、经济、宗教文化中心，有着“准噶尔汗国第一城”“和布克赛尔第一城”“江格尔故乡第一城”等称号。清灭准噶尔部后，古城走向衰落。1771年，土尔扈特部东归时曾停留于此。随着古城附近的部落迁至和布克塞尔，古城进一步衰落并最终遭弃。1980年代开始，将其作为古城遗址调查。2013年被列为第七批全国重点文保护单位。
道尔本厄鲁特森木古城遗址面积近28万平方米，平面呈近方形。古城有城墙、喇嘛寺、藏式佛塔等建筑遗迹。出土有筒瓦、瓦当、莲花方砖等建筑构件，也有陶器、铜器、泥佛像等遗物。

## 地理地望
道尔本厄鲁特森木古城遗址位于中华人民共和国新疆维吾尔自治区伊犁哈萨克自治州塔城地区和布克赛尔蒙古自治县莫特格乡规德格村南，向西距和布克赛尔蒙古自治县县城5千米，距离莫特格乡2千米。古城遗址地处塔城地区、克拉玛依市、阿勒泰地区的中心地带。
地理上，道尔本厄鲁特森木古城遗址位于北侧塞尔山和南侧阿德尔格山之间的湿地内一处高地上，海拔约1250米。城址四周为茂盛的草场。城北、城内存有多处自然泉眼。泉水形成的河流自北向南流经古城遗址，后流入城南的湿地。城内地表略有起伏，整体上北高南低。

## 古城历史
卫拉特蒙古准噶尔部长期以游牧为生。但到17世纪，准噶尔部首领巴图尔珲台吉认为其领地土地肥沃，适合种田。于是准噶尔部开始发展农业，附近部落迁移至和布克赛尔一带并定居。在此背景下，道尔本厄鲁特森木古城得以修建。
修城最早的记录源自1639年。俄罗斯帝国派往巴图尔珲台吉处的哥萨克人阿勃拉莫夫向俄罗斯报告准部情况，提到巴图尔珲台吉向俄所要猪、火鸡、小巴儿狗等牲畜，目的是用于在基布克赛尔（即和布克赛尔蒙古自治县）建城。到17世纪40年代，道尔本厄鲁特森木古城初步建立，不过此时的城市可能并无城墙，建筑设施仅包括喇嘛寺、农田等，这样的城址有多处。巴图尔珲台吉及王公们的牙帐及杂用房间设置到道尔本厄鲁特森木古城内，巴图尔珲台吉则会在包括道尔本厄鲁特森木古城内的城镇附近游牧。同时，商人们也开始在道尔本厄鲁特森木古城行商，货栈等建筑也开始建立。到1654年，城内建起砖砌喇嘛寺，夯筑而成的城墙也已修建。巴图尔珲台吉至僧格时期，道尔本厄鲁特森木古城应该是准噶尔部的政治、经济、宗教文化中心。
17世纪70年代，因噶尔丹将准噶尔部政治中心移至伊犁河谷，道尔本厄鲁特森木古城的政治地位降低。但依然长期为准噶尔部的军事、经济、宗教重镇。道尔本厄鲁特森木古城建成后至少经历过三次规模较大的增修，可能与准噶尔部国情的变化相关。道尔本厄鲁特森木古城首次蹭修可能发生在僧格与车臣台吉、卓特巴巴图尔的数次冲突期间。第二次增修发生在1710年到1720年间，此时俄罗斯帝国不断渗透当地。此次增修工程主要为用石块将城墙包砌，其目的可能是应对俄罗斯帝国的火器威胁。第三次增修将城墙再用土坯加固，并建造岗哨等防御设施。其目的可能与达瓦齐与阿睦尔撒纳、清军在当地的战事有关。
准噶尔之役后，清廷吞并准噶尔部全境，道尔本厄鲁特森木古城开始走向没落。中文文献方面，乾隆年间成书的《水道提纲》中以“准噶尔城”称道尔本厄鲁特森木古城，并多次作为基准点被提及。编纂于18世纪中后期的《钦定皇舆西域图志》对旧城有记载“克特和博克，在纳林和博克东南二十里……西三里许有古庙，为准噶尔境内旧迹。”1771年土尔扈特部东归后，北路土尔扈特被安置于霍博克赛里（即和布克赛尔蒙古自治县）一带。最初，他们在道尔本厄鲁特森木古城附近修建喇嘛寺，但部族灾祸频发。在前往西藏寻问达赖喇嘛后，北路土尔扈特向西新建喇嘛寺敖包特库热。此后道尔本厄鲁特森木古城更加荒废，最终遭弃。

## 布局遗物

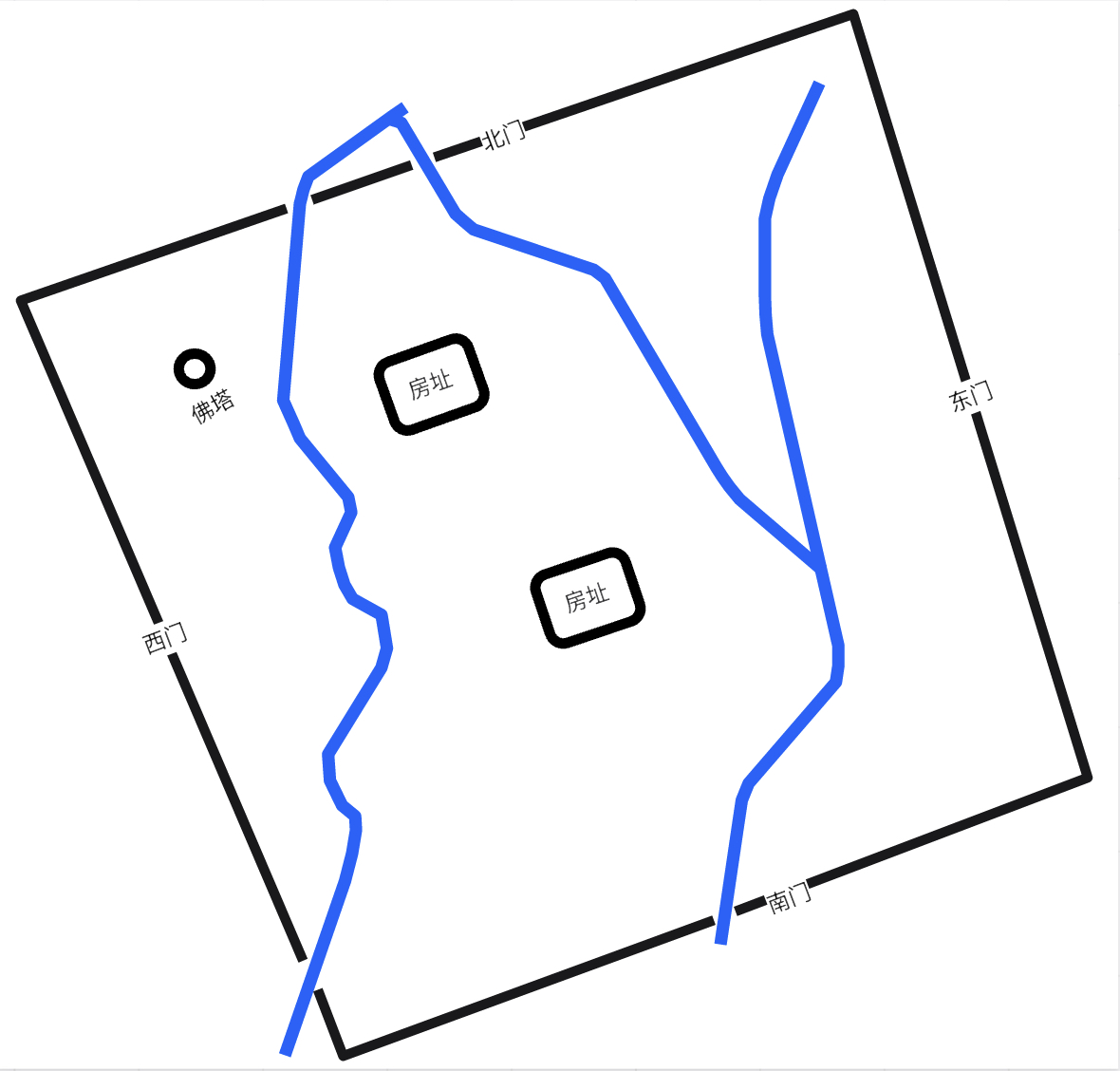
道尔本厄鲁特森木古城遗址示意图

道尔本厄鲁特森木古城遗址平面呈近方形，面积近28万平方米，方向北偏西。四边长度略有差别，北侧城墙565米，西侧城墙525米，东侧城墙515米，南侧城墙510米。北、西、东侧城墙基础均宽约8米，南侧城墙更厚，达9到10米。城墙残高3至5米。城墙夯筑而成，夯层厚约15厘米，部分墙体夯层内夹石块。部分城墙两侧包有后期增筑的夯碱土层、石块、土坯等。东、西侧城墙为双道墙体，呈错缝摆列。
道尔本厄鲁特森木古城遗址四面设有城门。东、西城门为古城主要通道，位于东、西侧城墙中段。门宽4米，门道长约9米，城门两侧有登上城墙的踏道。其中西城门保存较好，两侧存墩台。南、北城门规模较小，位于南、北城墙中段偏东。南、北城门宽3米半，门道长8至9米，无附属设施。
道尔本厄鲁特森木古城遗址内存有喇嘛寺、佛塔、夯土建筑、土坯建筑、围墙等建筑设施的基址。其中有两处喇嘛寺基址是城内规模较大的砖瓦夯土建筑基址，两处喇嘛寺基址平面均呈“L”字形。位于中心略南的喇嘛寺基址，东西约53米，南北近44米，残高约2米。寺院基址附近地表存有砖、瓦等建筑构件。另一处喇嘛寺基址位于其北侧百余米处，规模略小东西近50米，南北近35米，并保留有台阶步道。西侧地表存有砖、瓦等建筑构件残块。佛塔遗迹位于城内西北部，高于地面3米左右，平面呈直径近10米的圆形，为藏式佛塔。1970年以前佛塔尚存超10米，但因雷击倒塌。佛塔附近采集有陶器、铜器、泥佛像等遗物。城内土坯房以带有院落的民居为主。城址四角有晚期新增建可能为岗亭的土坯建筑。城内还出土有筒瓦、瓦当、莲花方砖等遗物。

## 发掘保护
1988年，新疆塔城地区文物普查队普查地区内文物，调查道尔本厄鲁特森木古城遗址并建档。2009年，第三次全国文物普查时复查。2020年到2021年，中国人民大学北方民族考古研究所发掘考察道尔本厄鲁特森木古城遗址及周边。2024年，和布克赛尔蒙古县完成《道尔本厄鲁特森木古城遗址保护规划》并报批。同年，道尔本厄鲁特森木古城遗址为和布克赛尔蒙古县第四次全国文物普查野外调查启动仪式的举办地。
1993年，和布克赛尔蒙古自治县确定道尔本厄鲁特森木古城为县文物保护单位。2007年，新疆维吾尔自治区人民政府公布第六批新疆维吾尔自治区文物保护单位，道尔本厄鲁特森木古城遗址为古遗址之一收录其中。2013年3月，中华人民共和国国务院公布第七批全国重点文物保护单位，道尔本厄鲁特森木古城遗址作为古遗址位列其中。